# 8273 Апатея
8273 Апатея (1989 WB2, 1965 AM1, 1986 AM1, 8273 Apatheia) — астероїд головного поясу, відкритий 29 листопада 1989 року.
Тіссеранів параметр щодо Юпітера — 3,366.